# Filoxeno (vigário)
Filoxeno (em latim: Philoxenus) foi um oficial romano do século IV, ativo durante o reinado do imperador Teodósio (r. 378–395). Segundo uma citação no Código Teodosiano emitido durante o reinado de Teodósio II (r. 408–450), Filoxeno teria exercido a função de vigário da Trácia em 3 de abril de 392.
Os autores da Prosopografia do Império Romano Tardio sugerem que esse oficial poderia ser o discípulo do sofista Libânio que foi mencionado em 359/360, bem como o sobrinho de Ecdício Olimpo e parente de Acácio.